# Radio Girl's Symphony
Radio Girl's Symphony（らじお がーるずしんふぉにー）はHiBiKi Radio Stationで2009年6月2日から2010年4月20日まで配信されていたインターネットラジオ番組。
乙女ゲーム『D.C. Girl's Symphony』に関連した番組。
パーソナリティは四之宮 稜平役の鈴木達央と四之宮 航平役の鈴木裕斗、そして四之宮 蒼役の堀江一眞が務めている。

## パーソナリティ
- 鈴木達央　(四之宮 稜平役)
- 鈴木裕斗　(四之宮 航平役)
- 堀江一眞　(四之宮 蒼役)

## 番組概要

### 配信日など
HiBiKi Radio Station
- 毎月第 1・第 3火曜日
- 放送：2009年6月2日 - 2010年4月20日

## 番組コーナー
- チェリーブロッサム ～ 桜のひ・み・つ ～
- 四之宮運命共同体
- ボクと君の…方程式
- ガルフォニ応援団！！
- 忘れちまった…ハニカミに
- 乙女の作戦会議っ!!

## ゲスト
- 第6,17回 羽多野渉　(四之宮 渓役)
- 第11,12回 大須賀純　(龍之介役)
- 第13回 平川大輔　(古城 孝明役)